# Dömösi átkelés megállóhely
Dömösi átkelés megállóhely egy időszakos Pest vármegyei vasúti megállóhely, amit a MÁV üzemeltet.
A megállóhelyen 2021. június 19-étől a vonatok megállás nélkül áthaladnak.
Áthaladó vasútvonalak:
- Budapest–Szob-vasútvonal (70)

## Fekvése
Nagymaros nyugati külterületei között, a Duna bal partján található, közvetlenül a 12-es főút mellett, a Komárom-Esztergom vármegyei Dömössel szemközti oldalon. Innen kapta elnevezését is, mert egykor rendszeres kompjárat kötötte össze a túlparti településsel.